# SOFAR-Kanal
Der SOFAR-Kanal (SOund Fixing And Ranging) ist eine Zwischenschicht im Ozean, in der sich dort ausgesandter Wasserschall über weite Strecken ausbreiten kann, ähnlich wie in einem Wellenleiter.

## Physikalischer Hintergrund
Bedingung für einen SOFAR-Kanal ist ein Schallgeschwindigkeitsminimum innerhalb der Wassersäule. Die Tiefe, auf der sich das Minimum befindet, bildet die Achse des SOFAR-Kanals.
Die Schallgeschwindigkeit im Ozean hängt von der Dichte und damit von Temperatur, Salzgehalt und Druck ab. Da der Druck linear mit der Tiefe zunimmt und der Einfluss des Salzgehaltes nur gering ist, ist das Temperaturprofil für das Schallgeschwindigkeitsprofil ausschlaggebend. Temperaturprofile, für die sich ein Minimum im Schallgeschwindigkeitsprofil ergibt, sind hauptsächlich zwischen 50° nördlicher und 50° südlicher Breite zu finden, wo eine warme Deckschicht vorhanden ist. Das Minimum liegt dort typischerweise auf Tiefen zwischen 500 und 1500 m unter der Meeresoberfläche.

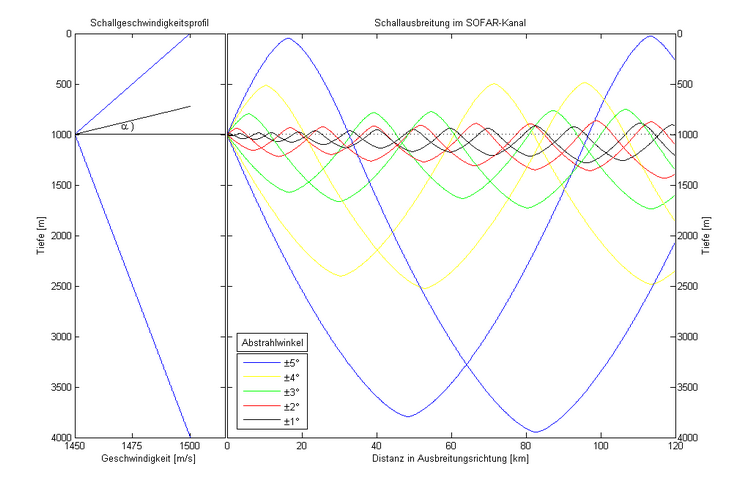
Links: schematisches Schallgeschwindigkeitsprofil (blau) mit einem Minimum auf 1000 m Tiefe und dem Abstrahlwinkel (schwarz)
rechts: Strahlengänge für das gegebene Schallgeschwindigkeitsprofil und verschiedene Abstrahlwinkel sowie Achse des SOFAR-Kanals (gepunktet)

### „Fixing“
Nach dem Snelliusschen Brechungsgesetz: {\displaystyle \cos(\alpha _{2})={\frac {c_{2}}{c_{1}}}\cos(\alpha _{1})} wird ein Schallstrahl, der unter einem Winkel {\displaystyle \alpha } zur Horizontalen im Schallgeschwindigkeitsminimum abgestrahlt wird, folgendermaßen gebrochen:
Es sind {\displaystyle \alpha _{1}} der Abstrahlwinkel, {\displaystyle c_{1}} die Schallgeschwindigkeit in der Abstrahltiefe, {\displaystyle \alpha _{2}} der gebrochene Winkel und {\displaystyle c_{2}} die Schallgeschwindigkeit in der angrenzenden Tiefenschicht.
Zu Beginn ist {\displaystyle c_{2}>c_{1}} und damit {\displaystyle \left|\alpha _{2}\right|<\left|\alpha _{1}\right|}, der Schallstrahl wird also zur Horizontalen hin gebrochen, bis es zur Totalreflexion kommt und sich das Vorzeichen des Winkels umkehrt. Nun ist {\displaystyle c_{2}<c_{1}} und damit {\displaystyle \left|\alpha _{2}\right|>\left|\alpha _{1}\right|}, der Schallstrahl wird also von der Horizontalen weg gebrochen und bewegt sich wieder in Richtung der Tiefe, in der sich das Schallgeschwindigkeitsminimum befindet. Ab dort ist wieder {\displaystyle c_{2}>c_{1}} und {\displaystyle \left|\alpha _{2}\right|<\left|\alpha _{1}\right|}, der Schallstrahl wird also wieder zur Horizontalen hin gebrochen bis Totalreflexion auftritt.
Die Tiefe, in der Totalreflexion auftritt, hängt vom Gradienten der Schallgeschwindigkeit und dem Abstrahlwinkel {\displaystyle \alpha } ab. Der Bereich zwischen den Tiefen, in denen Totalreflexion auftritt, wird SOFAR-Kanal genannt. Je größer der Gradient und je flacher der Abstrahlwinkel ist, umso schmaler ist also der SOFAR-Kanal.

### „Ranging“
Da sich der Schall durch das Fixing hier nicht kugelförmig, sondern zylindrisch ausbreitet, nimmt die Schallenergie nicht quadratisch mit der Entfernung zur Schallquelle, sondern linear mit dieser ab. Dazu kommt noch, dass hier keine Absorption an der Oberfläche und am Meeresboden stattfindet. Dies führt dazu, dass die Schallenergie zu einem großen Teil im SOFAR-Kanal bleibt und der Schall sich dadurch über mehrere Tausend Kilometer ausbreiten kann.

## Nutzen und Anwendung
Auch der Mensch hat gelernt, den SOFAR-Kanal zu nutzen. Im Zweiten Weltkrieg schlug Maurice Ewing vor, diesen Kanal zur Kommunikation in Notfällen zu nutzen. Im Falle des Absturzes eines Piloten verursachte eine Metallkugel, die aufgrund des Druckes automatisch in 1 km Tiefe (also im Bereich des SOFAR-Kanals) explodierte, einen Schallimpuls. Dieses Signal konnte dann mit Hilfe von drei an der amerikanischen Küste in etwa der gleichen Tiefe, aber an unterschiedlichen Orten aufgestellten Hydrophonen aufgefangen werden. Durch exakte Bestimmung des Zeitpunktes, zu dem die Schallwellen an den jeweiligen Hydrophonen eintrafen, konnte aufgrund der Laufzeitdifferenzen (und unter Annahme einer konstanten Schallgeschwindigkeit) die Position des Absturzes mit relativ hoher Genauigkeit berechnet werden.
Im Mercury-Raumfahrtprogramm wurden sog. Sofar-Bomben – neben zahlreichen anderen Maßnahmen – für die Ortung der gelandeten Rückkehrkapsel eingesetzt. Die Mercury-Kapseln waren jeweils mit zwei solchen, etwa 450 Gramm schweren, Sprengkörpern bestückt. Der erste wurde während der Landung bei der Entfaltung des Hauptfallschirms abgeworfen. Der zweite verblieb an der Rückkehrkapsel und sollte nur im Fall des Sinkens der Kapsel explodieren. Beide Sofar-Bomben waren auf eine Detonationstiefe von ca. 1200 Metern eingestellt. Die Schallwellen wurden von Mess-Stationen auf beiden Seiten des Atlantiks und von Schiffen aufgefangen und zur Positionsbestimmung ausgewertet.
Darüber hinaus wird der SOFAR-Kanal von SOSUS zur Ortung von U-Booten verwendet und selbige können auch über ihn kommunizieren.
Der SOFAR-Kanal kann auch zur Temperaturbestimmung über akustische Tomographie verwendet werden.